# باشگاه فوتبال بارنولدزویک
باشگاه فوتبال بارنولدزویک (به انگلیسی: Barnoldswick Town Football Club) یک باشگاه فوتبال در شهر بارنولدزویک، کشور انگلستان است که در سال ۲۰۰۳ میلادی تأسیس شده‌است.